# Urban Dictionary
Urban Dictionary (littéralement « dictionnaire urbain ») est un dictionnaire en ligne anglophone lancé en 1999, et dont les définitions sont écrites par les internautes inscrits au site. 
Son importante fréquentation le classe parmi les 1 500 sites web les plus visités au monde. Urban Dictionary est présenté comme étant l’autorité non officielle des définitions des mots argotiques sur internet.
En 2008, le magazine Time le classe dans sa liste des « 50 meilleurs sites ».
En mars 2012, Urban Dictionary annonce avoir plus de six millions de définitions. Au 15 septembre 2013, il comporte 7 175 897 définitions.

## Historique
Le dictionnaire a été fondé par Aaron Peckham lorsqu’il était étudiant à Cal Poly. Le site est apparu sur la toile en 1999. Au cours de décembre 2005, il comptait plus de 300 000 définitions avec un taux d’accroissement de 2 000 entrées par jour. Les différentes définitions des mots ayant plusieurs significations sont classées par ordre de popularité selon le vote des internautes (pour ou contre).
Chaque personne ne peut voter qu’une seule fois pour chacune des définitions en cliquant sur un pouce tourné vers le haut ou vers le bas, selon son avis. Les définitions peu connues ou n’ayant peu de succès finissent ainsi par redescendre tout en bas du classement. À l’opposé, ce qui fait la réussite des définitions les mieux classées est souvent leur touche d’humour ou leur précision.
En dehors de l’argot, le dictionnaire propose également des termes appartenant au vocabulaire du net, des néologismes, des noms de groupes de musique et des compétitions sur les noms d’écoles, de villes ou d’États. Selon les fiches des membres du site, 80 % d’entre eux ont moins de 25 ans.

## Publications
Éditions papier et Kindle, en anglais :
- (en) Urban Dictionary: Freshest Street Slang Defined 2012
- (en) Mo' Urban Dictionary: Ridonkulous Street Slang Defined 2007
- (en) Urban Dictionary: Fularious Street Slang Defined, Andrews McMeel Publishing, L.L.C, 2005